# 海南买麻藤
海南买麻藤（学名：Gnetum hainanense）为买麻藤科买麻藤属下的一个种。

## 扩展阅读
- 維基物種上的相關：海南买麻藤